# Reichstag zu Worms (973)
Der Reichstag zu Worms 973 war die erste und einzige Reichsversammlung, die Kaiser Otto (II.) als selbständig regierender Herrscher in Worms abhielt.

## Kontext
Kaiser Otto I. war am 7. Mai 973 gestorben. Der Herrschaftsübergang an seinen bereits sowohl als deutschen König eingesetzten und zum Kaiser gekrönten Sohn, Otto II., lief völlig reibungslos ab, zum ersten Mal seit 814, da er keine Brüder oder Onkel aus der väterlichen Linie hatte, die Ansprüche hätten stellen können. Allerdings erbte Otto II. auch die politischen Probleme, die vor allem in Italien, Bayern und Sachsen bestanden. Verwandte und Berater mussten sich, wie bei jedem Herrscherwechsel, neu positionieren, was potentiell Streit bedeutete. Auch der Konflikt zwischen Kaiserinmutter Adelheid und Kaiserin Theophanu zeichnete sich schnell ab. Eine wichtige Maßnahme des neuen Herrschers, mit den Konflikten umzugehen, war der Umritt, eine Reise des neuen Herrschers durch die Landesteile, in denen sein persönliches Erscheinen zur Beruhigung der Lage beitragen konnte. Im Zuge seines Umritts lud er auch zu einer ersten Reichsversammlung nach Worms ein.
Der Wahl von Worms beruhte nicht nur in dessen zentraler, gut erreichbarer Lage, sondern Otto II. knüpfte damit auch historisch an seine Wahl zum deutschen König auf dem Reichstag zu Worms 961 an. Die Reichsversammlung fand Ende Juni 973 statt. Nach dem Begräbnis Otto I. in Magdeburg war es das erste Großereignis in der eigenständigen Herrschaft Otto II.
Dies sollte dann aber auch die letzte Reichsversammlung in Worms unter den Ottonen gewesen sein. Der Schwerpunkt ihrer Herrschaft lag weit ab von Worms im Nordosten des Reichs. Erst mit dem Salier Heinrich III. wurde Worms 75 Jahre später erneut Tagungsort einer Reichsversammlung.

## Inhalt
So war die Reichsversammlung 973 vor allem ein Akt der Herrschaftsabsicherung durch das Zusammentreffen des Kaisers mit dem süddeutschen Hochadel und den süddeutschen Bischöfen. Weiterer Inhalt des Treffens ist nicht bekannt.

## Teilnehmer
An der Reichsversammlung in Worms nahmen teil:
- Herzogin Judith von Bayern,
- Heinrich II. von Herzogtum Bayern (Sohn von Judith),
- Herzogin Hadwig von Schwaben, Tochter von Judith und verheiratet mit
- Burchard III. Herzog von Schwaben,
- Erzbischof Theoderich von Trier,
- Erzbischof Adalbert von Magdeburg,
- Erzbischof Friedrich von Salzburg,
- Bischof Dietrich von Metz,
- Bischof Wolfgang von Regensburg,
- Bischof Abraham von Freising,
- Bischof Pilgrim von Passau und
- Graf Richwin von Dillingen, Neffe des Bischofs Ulrich von Augsburg[Anm. 3] in Vertretung seines Onkels.